# Monsonia brevirostrata
Monsonia brevirostrata är en näveväxtart som beskrevs av Paul Erich Otto Wilhelm Knuth. Monsonia brevirostrata ingår i släktet hottentottnävor, och familjen näveväxter. Inga underarter finns listade i Catalogue of Life.